# Gomorra (film)
Gomorra är en italiensk dramafilm från 2008, regisserad av Matteo Garrone. Filmen är baserad på boken Gomorra av Roberto Saviano.
Filmen handlar om camorran, den maffia som är verksam i närheten av Neapel. Fem olika berättelser vävs samman, som alla på ett eller annat sätt knyter an till en maktkamp inom den undre världen.
Filmen hade världspremiär vid filmfestivalen i Cannes 2008, där den vann Juryns stora pris. Senare vann den även flera David di Donatello, bland annat för bästa film och bästa regi. Den vann också åtskilliga priser vid European Film Awards.
Senare gjordes en TV-serie, Gomorra, som är baserad på samma bok som filmen. Bortsett från titeln har den dock få likheter med filmens handling.

## Rollista (i urval)
- Toni Servillo – Franco